# Derry (District)
Derry (irisch Doire) war einer der 26 nordirischen Districts, die von 1973 bis 2015 bestanden, und lag in der traditionellen Grafschaft Londonderry. Der Distrikt wurde 1973 gebildet aus dem County Borough Londonderry, das die eigentliche Stadt Derry bzw. Londonderry umfasste, und dem Rural District Londonderry, zu dem das ländlich geprägte Umland gehörte. Neben der Stadt Derry lagen heute unter anderem die Orte Culmore, Newbuildings, Strathfoyle und Eglinton im District. 
Der 1973 gebildete Distrikt hieß zunächst Londonderry, wurde 1984 jedoch amtlich in Derry umbenannt. Da die eigentliche Stadt Derry den Status einer City besitzt, trug die Verwaltungsbehörde des gesamten Distrikts die Bezeichnung Derry City Council.
Zum 1. April 2015 ging Derry im neuen District Derry and Strabane auf.

## Derry City Council
Die Wahl zum Derry City Council am 11. Mai 2011 hatte folgendes Ergebnis:
| Partei | Partei                                    | Ergebnis 2011 | Ergebnis 2011 | Veränderung zu 2005 | Veränderung zu 2005 |
| Partei | Partei                                    | Sitze         | Stimmen       | Sitze               | Stimmen             |
| ------ | ----------------------------------------- | ------------- | ------------- | ------------------- | ------------------- |
|        | Social Democratic and Labour Party (SDLP) | 14            | 38,2 %        | 0                   | −2,9 %              |
|        | Sinn Féin                                 | 10            | 33,9 %        | 0                   | 1,0 %               |
|        | Democratic Unionist Party (DUP)           | 5             | 14,7 %        | 0                   | −1,5 %              |
|        | Ulster Unionist Party (UUP)               | 1             | 4,0 %         | 0                   | −0,5 %              |
|        | Alliance Party                            | 0             | 0,9 %         | 0                   | 0,9 %               |
|        | Sonstige                                  | 0             | 5,8 %         | 0                   | 5,8 %               |